# 霍利特特遣軍團
霍利特特遣軍團（德語：Armeeabteilung Hollidt）是德國國防軍於東線戰場短暫存在於1942年11月23日至1943年3月6日之間的一個特遣軍團。
霍利特特遣軍團由第17軍改建組成，用於整合指揮頓河集團軍北翼的德軍部隊，以軍團司令卡爾-阿道夫·霍利特命名，用於因應蘇軍發動的「小土星行動」，下轄第29軍、第48裝甲軍、第17軍和「米耶特」軍。1942年12月27日至1943年1月23日期間稱作「霍利特集团军级集群」（Armeegruppe Hollidt）。
1943年3月6日，已撤至米烏斯防線後方修整的「霍利特特遣軍團」改名為第6軍團。

## 人事

### 軍團司令
- 卡爾-阿道夫·霍利特步兵上將：1942年11月23日—1943年3月6日

### 參謀長
- 瓦尔特·温克少将：1942年12月27日—1943年3月6日

## 戰鬥序列
| 1942年12月22日 - 霍利特特遣軍團 - 第306步兵師（主力） - 羅馬尼亞第2軍 - 第22裝甲師與羅馬尼亞第7騎兵師（殘部） - 羅馬尼亞第1裝甲師 - 羅馬尼亞第14步兵師 (殘部) - 第17軍 - 第62步兵師 - 第294步兵師 - 第306步兵師（部分） - 羅馬尼亞第1軍 - 羅馬尼亞第7步兵師 - 羅馬尼亞第11步兵師 - 羅馬尼亞第9步兵師（殘部） |

| 1943年1月1日 - 霍利特集团军级集群 - 第306步兵師（大部） - 第403警備師（部分） - 第213警備師（部分） - 第11裝甲師 - 「米耶特」集群（Gruppe Mieth） - 第336步兵師與第7空軍野戰師 - 「布格斯塔勒」集群（Gruppe Burgstaller） - 「海特曼」集群（Gruppe Heitmann） - 第384步兵師司令部集群 - 「斯塔克維爾」集群（Gruppe Stakell） - 第17軍 - 「斯邦」集群（Gruppe Spang） - 第22裝甲師 - 第294步兵師與第8空軍野戰師（大部） - 羅馬尼亞第1裝甲師 - 羅馬尼亞第7騎兵師 - 羅馬尼亞第14步兵師 - 第38裝甲軍 - 第6裝甲師 - 第306步兵師（部分） - 「普發」集群（Gruppe Pfeiffer）與第94步兵師司令部 - 第29軍 - 「舒爾特」（Schuldt）旅（部分） - 第62步兵師（部分） - 第298步兵師（部分） - 義大利第2步兵師「斯福尔扎」（部分） - 義大利第3騎兵師「阿马迪斯王子奥斯塔公爵」（部分） - 義大利第9步兵師「帕蘇比歐」（部分） - 義大利第52步兵師「都靈」（部分） - 羅馬尼亞第7步兵師（部分） - 羅馬尼亞第9步兵師（部分） - 羅馬尼亞第11步兵師（部分） |

## 資料來源
1. ↑  . www.axishistory.com.   [2020-12-07]. （原始内容存档于2018-07-18） （英语）.